# Leonhard Theobald
Leonhard Theobald (* 22. Januar 1877 in Alburg; † 21. Januar 1947 in München) war ein evangelisch-lutherischer Geistlicher, Gymnasialprofessor in Nürnberg und Kirchenhistoriker.

## Leben und Wirken
Theobald wurde als Sohn des Ökonomen Friedrich Theobald und seiner Ehefrau Juliana Gach geboren. Nach dem Besuch des humanistischen Gymnasiums Straubing studierte Theobald von 1896 bis 1900 Theologie, Philosophie und Historische Wissenschaften an der Friedrich-Alexander-Universität Erlangen. 
Im Herbst des Jahres 1900 legte Theobald sein erstes theologisches Examen ab, das zweite folgte im Sommer 1905. Seit 1. Mai 1902 war Theobald Hilfsgeistlicher an der St. Johannes-Kirche in München. 1907 legte er an der Universität Erlangen seine Dissertation mit dem Thema Das Leben und Wirken des Tendenzdramatikers der Reformationszeit Thomas Naogeorgus seit seiner Flucht aus Sachsen vor. 1914 wurde Theobald als Gymnasialprofessor für evangelische Religionslehre an das Realgymnasium in Nürnberg berufen.
Neben seiner beruflichen Tätigkeit als Geistlicher und Gymnasialprofessor widmete sich Theobald der Erforschung der bayerischen Reformationsgeschichte, vor allem in Bezug auf Ostbayern. Seine zahlreichen Werke zur Reformation der Reichsstadt Regensburg und der niederbayerischen reichsunmittelbaren Grafschaft Ortenburg gelten noch heute als Standardwerke. Aufgrund seiner Verdienste und die Verfassung dieser Werke wurde ihm die Ehrenbürgerschaft des Marktes Ortenburg verliehen.
Theobalds umfangreicher Nachlass zur Kirchengeschichte befindet sich heute im Landeskirchlichen Archiv Nürnberg.

## Schriften (Auswahl)
- Das Leben und Wirken des Tendenzdramatikers der Reformationszeit, Thomas Naogeorgus, seit seiner Flucht aus Sachsen. Leipzig 1908.
- Die Reformation in der Grafschaft Haag (Oberbayern). (Evangelisches Gemeindeblatt für den Dekanatsbezirk München, Nr. 11), Rothenburg ob der Tauber 1909, S. 167–169.
- Beiträge zur Geschichte Herzog Albrechts V. und der sog. Adelsverschwörung von 1563. (Briefe und Akten zur Geschichte des sechzehnten Jahrhunderts, Band 6). Bearbeitet gemeinsam mit Walter Goetz, München 1913.
- Die Einführung der Reformation in der Grafschaft Ortenburg. (Beiträge zur Kulturgeschichte des Mittelalters und der Renaissance, Band 17), Leipzig 1914.
- Die sog. bayerische Adelsverschwörung von 1563. In: Beiträge zur bayerischen Kirchengeschichte, Band 20, S. 28–73, Erlangen 1914.
- Der Religionsprozeß gegen Pankraz von Freyberg von 1561. In: Beiträge zur bayerischen Kirchengeschichte, Band 21, S. 64–72, 108–123, 157–169, Erlangen 1915.
- Die heilsgeschichtliche Behandlung der biblischen Geschichte. (Zeitfragen evangelischer Pädagogik: Hefte zur Förderung christlicher Erziehungswissenschaft, Reihe I Heft 8) Berlin 1916.
- Joachim von Ortenburg und die Durchführung der Reformation in seiner Grafschaft. (Einzelarbeiten aus der Kirchengeschichte Bayerns, Band 6), München 1927.
- Die Reformationsgeschichte der Reichsstadt Regensburg. I. Teil. (Einzelarbeiten aus der Kirchengeschichte Bayerns, Band 19), München 1936 (Digitalisat). Nachdruck 1980, ISBN 3-7686-4158-9.
- Die Reformationsgeschichte der Reichsstadt Regensburg. II. Teil. (Einzelarbeiten aus der Kirchengeschichte Bayerns, Band 19), München 1937. Nachdruck 1951, ISBN 3-7686-4159-7.
- Einiges über die Lebensschicksale des Gallus während seiner Regensburger Superintendentenzeit. (Zeitschrift für bayerische Kirchengeschichte, Heft 19). Nürnberg 1950, S. 69–78. (postum)